# Richard Holt (MP)
Richard Holt (1639–1710) foi um parlamentar inglês durante a segunda metade do século XVII.
Holt nasceu em Portsmouth, filho de John Holt e Catherine, nascida Bricket. Ele foi educado no St John's College, em Oxford. Em 1667 ele casou-se com Margaret Whithed de West Tytherley; eles tiveram duas filhas.